# Фернанду Перейра
Ферна́нду Пере́йра (прізвисько Кобо; порт. Fernando Pereira; *1963) — майор армії Сан-Томе і Принсіпі, який у липні 2003 року здійснив військовий переворот у країні.

## Біографія
Батьки Перейри були вихідцями з Анголи та Кабо-Верде. Він має 10 дітей.
16 липня 2003 року, коли президент Фрадіке де Мінезіш перебував з робочим візитом у Нігерії, провів військовий переворот з метою повалення правління де Мінезіша. Однак за тиждень, 23 липня, він передав обов'язки президенту шляхом підписання відповідної угоди.